# Judo als Jocs Olímpics d'estiu de 1980
Als Jocs Olímpics d'Estiu de 1980 celebrats a la ciutat de Moscou (Unió Soviètica) es disputaren 8 proves de judo en categoria masculina, dues més que en l'edició anterior. La competició es desenvolupà al Palau d'Esports de l'Estadi Central Lenin entre els dies 27 de juliol i el 2 d'agost.
Hi participaren un total de 182 judoques de 42 comitès nacionals diferents.

## Resum de medalles
| Prova          | Or                  | Argent            | Bronze                |
| – 60 kg        | Thierry Rey         | José Rodríguez    | Aramby Emizh          |
| – 60 kg        | Thierry Rey         | José Rodríguez    | Tibor Kincses         |
| – 65 kg        | Nikolai Solodukhin  | Tsendiin Damdin   | Ilian Nedkov          |
| – 65 kg        | Nikolai Solodukhin  | Tsendiin Damdin   | Janusz Pawłowski      |
| – 71 kg        | Ezio Gamba          | Neil Adams        | Ravdangiin Davaadalai |
| – 71 kg        | Ezio Gamba          | Neil Adams        | Karl-Heinz Lehmann    |
| – 78 kg        | Shota Khabareli     | Juan Ferrer       | Harald Heinke         |
| – 78 kg        | Shota Khabareli     | Juan Ferrer       | Bernard Tchoullouyan  |
| – 86 kg        | Jörg Röthlisberger  | Isaac Azcuy       | Detlef Ultsch         |
| – 86 kg        | Jörg Röthlisberger  | Isaac Azcuy       | Aleksandrs Jackevičs  |
| – 95 kg        | Robert Van de Walle | Tengiz Khubuluri  | Dietmar Lorenz        |
| – 95 kg        | Robert Van de Walle | Tengiz Khubuluri  | Henk Numan            |
| + 95 kg        | Angelo Parisi       | Dimitar Zaprianov | Vladimír Kocman       |
| + 95 kg        | Angelo Parisi       | Dimitar Zaprianov | Radomir Kovačević     |
| Categoria Open | Dietmar Lorenz      | Angelo Parisi     | Arthur Mapp           |
| Categoria Open | Dietmar Lorenz      | Angelo Parisi     | András Ozsvár         |

## Medaller
| Posició | País           | Or | Argent | Bronze | Total |
| 1       | Unió Soviètica | 2  | 1      | 2      | 5     |
| 2       | França         | 2  | 1      | 1      | 4     |
| 3       | RDA            | 1  | 0      | 4      | 5     |
| 4       | Bèlgica        | 1  | 0      | 0      | 1     |
| 4       | Itàlia         | 1  | 0      | 0      | 1     |
| 4       | Suïssa         | 1  | 0      | 0      | 1     |
| 7       | Cuba           | 0  | 3      | 0      | 3     |
| 8       | Bulgària       | 0  | 1      | 1      | 2     |
| 8       | Mongòlia       | 0  | 1      | 1      | 2     |
| 8       | Regne Unit     | 0  | 1      | 1      | 2     |
| 11      | Hongria        | 0  | 0      | 2      | 2     |
| 12      | Iugoslàvia     | 0  | 0      | 1      | 1     |
| 12      | Països Baixos  | 0  | 0      | 1      | 1     |
| 12      | Polònia        | 0  | 0      | 1      | 1     |
| 12      | Txecoslovàquia | 0  | 0      | 1      | 1     |